# He Xiu (Han-Dynastie)
He Xiu (何休,  Hé Xiū,  Ho Hsiu; geboren 129; gestorben 182) war ein chinesischer Philosoph und Philologe zur Zeit der Späteren Han-Dynastie. Er war ein berühmter Vertreter der Neutextschule (Jinwen jingxue). Er stieg bis zum Chefberater des Kaisers auf. Er ist Verfasser von Erklärungen zu Gongyangs Kommentar zu den Frühlings- und Herbstannalen (Gongyang zhuan), mit dem Titel Chunqiu Gongyang jiegu 春秋公羊解詁, der Teil des Hou Hanshu war. Viele seiner Werke sind verloren gegangen oder nur auszugsweise erhalten. Er wurde von Dong Zhongshu (ca. 179–104 v. u. Z.) beeinflusst. Seine Theorie der Drei Zeitalter (三世說 / 三世说,  Sānshìshuō) hatte einen entscheidenden Einfluss auf die Herausbildung der utopischen Theorie von Kang Youwei (1858–1927). He Xius Theorie zufolge versuchte Konfuzius, die ganze Welt zu Frieden und Ordnung zu bringen, indem sie sich aus ihrer eigenen Lage herausarbeitet und das „Zeitalter des Verfalls und der Unordnung“ in das Zeitalter der „Annäherung an den Frieden“ und schließlich in das „Zeitalter des universellen Friedens“ umwandelt.